# PCDHA3
PCDHA3‏ (Protocadherin alpha 3) هوَ بروتين يُشَفر بواسطة جين PCDHA3 في الإنسان.